# Stefan Yanev
Stefan Dinchev Yanev, em búlgaro:  Стефан Динчев Янев (Popovitsa, 1 de março de 1960), é um oficial do exército búlgaro, general de brigada, vice-primeiro-ministro interino, ministro interino da defesa e primeiro-ministro interino do governo da Bulgária entre maio e dezembro de 2021.

## Biografia
Nasceu em 1º de março de 1960 na vila de Plovdiv, em Popovitsa. Em 1979 se formou na Escola Técnica Superior de Engenharia Elétrica em Plovdiv. Yanev se formou na escola militar de artilharia em Shumen (agora um corpo docente da Universidade Militar Nacional Vasil Levski) e começou a construir uma carreira no exército em 1983, quando foi nomeado comandante de um pelotão de artilharia em Asenovgrad.
Ele foi comandante da divisão de artilharia de foguetes do Quarto Regimento de Artilharia do Exército em Asenovgrad (1993-1996). Entre 1996 e 1998, foi especialista sênior do Departamento de Cooperação Internacional do Ministério da Defesa. Ele trabalhou como analista no Departamento de Planejamento e Programação do Grupo de Coordenação da PfP na Bélgica (1998-2000). De 2000 a 2001, ele foi chefe adjunto sênior do Departamento de Planejamento Estratégico do Estado-Maior do Exército Búlgaro. Entre 2001 e 2002 foi perito estatal na Direcção de Integração Euro-Atlântica do Ministério da Defesa. Até 2004 foi chefe de departamento da Direcção de Integração Euro-Atlântica do Ministério da Defesa.
Ele se formou no Military College na National Military University em Washington, D.C., EUA (2004-2005). De 2005 a 2007, foi Chefe do Departamento de Transformação do Centro de Contra-Terrorismo da OTAN em Ancara. Desde 2007 e 2010, ele é o Diretor da Direção de Política de Defesa do Ministério da Defesa. Em 1 de julho de 2009, foi nomeado Diretor da Direção de Política de Segurança e Defesa e recebeu o título de Brigadeiro-General. Em 3 de maio de 2010, foi nomeado Diretor da Direção de Política de Defesa em 25 de maio de 2010. Em 24 de fevereiro de 2011 foi exonerado do cargo de Diretor da Direção de Política de Defesa. De 2011 a 2014 foi adido militar nos Estados Unidos.
Desde 2 de maio de 2014, ele era o chefe da Universidade Militar Nacional Vasil Levski. Pelo Decreto nº 144 de 9 de junho de 2014, Yanev foi destituído do cargo de Chefe da Universidade Militar Nacional "Vasil Levski" e do serviço militar, a partir de 9 de junho de 2014. De 27 de janeiro a 4 de maio de 2017, foi Vice-Primeiro-Ministro e Ministro de Defesa da República da Bulgária no governo provisório de Ognyan Gerdzhikov e, posteriormente, Secretário de Segurança e Defesa do Presidente Rumen Radev.